# Brzezówka (województwo śląskie)

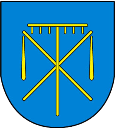
Nieoficjalny herb wsi Brzezówka

Brzezówka (cz. Březůvka, niem. Brzezuwka) – wieś sołecka w gminie Hażlach w powiecie cieszyńskim, w województwie śląskim, w granicach historycznego regionu Śląska Cieszyńskiego. Położona jest na Wysoczyźnie Kończyckiej. Na obszarze 460,63 ha zamieszkana jest przez 664 mieszkańców (2009), co daje gęstość zaludnienia równą 144,2 os./km².

## Historia
Miejscowość po raz pierwszy wzmiankowana w 1426. Pisała się wówczas Brzozowice/Brzezowice, nazwa Brzezówka pojawiła się w 1523.
W średniowieczu wieś pozostawała wsią szlachecką w granicach księstwa cieszyńskiego, będącego od 1327 lennem Królestwa Czech. W otoczeniu Bolesława I cieszyńskiego i jego synów działał szlachcic Jakubek z Brzezowic, który w Brzezowicach/Brzezówce posiadał dziedziczne wójtostwo. W 1612 roku wieś została podarowana przez księcia cieszyńskiego Adama Wacława Małgorzacie Kostlachównej z Kremże, swej ochmistrzyni za wywiązywanie się ze swej funkcji na dworze książęcym. Wówczas w Brzezówce gospodarowało 7 kmieci, jednak książę Adam Wacław poszerzył swe nadanie i przekazał Małgorzacie Kostlachównej w wieczyste posiadanie 14 rolinków i 7 zagródników, których zadaniem było wykarczowanie w Brzezówce lasu pod założenie nowych gospodarstw. Jakby tego było mało książę wkrótce nadał jej również prawo osadzania w Brzezówce przedstawicieli różnych rzemiosł, co w istocie łamało przywileje książęce miasta Cieszyna.
Według austriackiego spisu ludności z 1900 w 50 budynkach w Brzezówce na obszarze 460 hektarów mieszkało 340 osób. co dawało gęstość zaludnienia równą 73,9 os./km², z tego 253 (74,4%) mieszkańców było katolikami, 87 (25,6%) ewangelikami, 338 (99,4%) było polsko- a 1 (0,3%) czeskojęzycznymi. Do 1910 liczba budynków wzrosła do 53 a mieszkańców do 351, z czego wszyscy byli polskojęzyczni, 253 (72,1%) było katolikami a 98 (27,9%) ewangelikami.
W latach 1975–1998 miejscowość położona była w województwie bielskim.

## Turystyka
Przez miejscowość przechodzi  czerwona trasa rowerowa nr 24 (Pętla rowerowa Euroregionu Śląsk Cieszyński)

## Komunikacja
Do wsi dojeżdżają autobusy ZGK Cieszyn wybranych kursów linii podmiejskiej nr 30 do pętli przy OSP Brzezówka.